# Ormtjärnen (Vänjans socken, Dalarna)
Ormtjärnen är en sjö i Mora kommun i Dalarna och ingår i Dalälvens huvudavrinningsområde.